# Baseodiscus mexicanus
Baseodiscus mexicanus  (лат.) — вид невооружённых немертин из семейства Valenciniidae. Распространены от нижней литорали до глубин более 100 м на восточном побережье Тихого океана от Калифорнийского залива до Галапагосских островов и Чили. Представители этого вида живут под камнями, формируя трубки из плотной слизи.

## Внешний вид
Крупные немертины с уплощённым телом длиной 20—80 см (отдельные особи достигают 2—4 м), 0,2—1 см в ширину. Окрашены в бурые тона красных, фиолетовых или зелёных оттенков с характерными контрастными белыми кольцами по всей длине тела. Голова хорошо различима, отделена от тела перетяжкой. Многочисленные небольшие глаза собраны в две группы по боковой стороне ближе к переднему концу тела.